# 毛罗什莱莱
毛罗什莱莱，是匈牙利琼格拉德州所辖的一个村。总面积46.56平方公里，总人口2073，人口密度44.5人/平方公里（2011年1月1日）。